# José Palma
José Isaac Palma (ur. 3 czerwca 1876, zm. 12 lutego 1903) – filipiński poeta, pisarz i działacz niepodległościowy.

## Życiorys
Urodził się w Manili, jako czwarte i najmłodsze dziecko Hermógenesa Palmy oraz Hilarii Velásquez. Początkową edukację odebrał w macierzystej dzielnicy Tondo. W 1894 wstąpił w szeregi Katipunanu, tajnego stowarzyszenia mającego na celu niepodległość archipelagu, w owym czasie wciąż będącego kolonialną posiadłością Hiszpanii. Żołnierz, brał udział zarówno w walkach podczas rewolucji filipińskiej, jak i późniejszej wojny amerykańsko-filipińskiej.
Studiował w prestiżowym Ateneo w rodzinnym mieście, współpracował z patriotyczną prasą. Pierwsze kroki w aktywności poetyckiej poczynił wcześnie, podobnie jak w aktywności politycznej. Związany z rewolucyjnym pismem La independencia, wchodził w skład zespołu redakcyjnego jego tagalskiej sekcji. Na łamach tego czasopisma, we wrześniu 1899, opublikował wiersz Filipinas. Tekst ten, z muzyką skomponowaną przez Juliána Felipe, jest obecnie filipińskim hymnem państwowym.
Swoje wiersze i opowiadania publikował, posługując się pseudonimami, na łamach rozmaitych periodyków, w tym El Comercio, La Moda Filipina, La Patria, La Unión i  Revista Católica.
Palma zmarł przedwcześnie, padając ofiarą gruźlicy w lutym 1903. Pośmiertnie opublikowano zbiór jego wierszy Melancólicas (1912). Mimo swojej roli w walce o niepodległość Filipin, pozostaje osobą praktycznie nieznaną.